# Équipe de Suisse de football en 1968
Cet article présente les résultats de l'équipe de Suisse de football lors de l'année 1969. En février et octobre, elle rencontre pour la première fois les équipes d'Israël et de Grèce.

## Bilan
|           | Nombre de matchs | Victoires | Défaites | Matchs nuls | Buts marqués | Buts encaissés |
| Domicile  | 3                | 2         | 0        | 1           | 2            | 0              |
| Extérieur | 3                | 0         | 3        | 0           | 2            | 6              |
| Neutre    | 0                | 0         | 0        | 0           | 0            | 0              |
| Total     | 6                | 2         | 3        | 1           | 4            | 6              |

## Matchs et résultats
| Match amical                                | Israël           | 2 - 1   | Suisse     | Stade Bloomfield, Tel Aviv-Jaffa                      |                                                       |
| 14 février 1968 · Historique des rencontres | Spiegler 43e 67e | (1 - 0) | 49e Künzli | Spectateurs : 8 000 Arbitrage : Alessandro d'Agostini | Spectateurs : 8 000 Arbitrage : Alessandro d'Agostini |
| 14 février 1968 · Historique des rencontres | Rapport          |         |            | Spectateurs : 8 000 Arbitrage : Alessandro d'Agostini | Spectateurs : 8 000 Arbitrage : Alessandro d'Agostini |

| Éliminatoires de l'Euro 1968                | Chypre                        | 2 - 1   | Suisse              | GSP Stadium (ancien), Nicosie                   |                                                 |
| 17 février 1968 · Historique des rencontres | Asprou 22e · Papadopoulos 46e | (1 - 1) | 9e (csc) Panayiotou | Spectateurs : 10 000 Arbitrage : Václav Davídek | Spectateurs : 10 000 Arbitrage : Václav Davídek |
| 17 février 1968 · Historique des rencontres | Rapport                       |         |                     | Spectateurs : 10 000 Arbitrage : Václav Davídek | Spectateurs : 10 000 Arbitrage : Václav Davídek |

| Match amical                              | Suisse  | 0 - 0 | Allemagne de l'Ouest | Stade Saint-Jacques, Bâle                              |                                                        |
| 17 avril 1968 · Historique des rencontres |         |       |                      | Spectateurs : 55 057 Arbitrage : Alessandro d'Agostini | Spectateurs : 55 057 Arbitrage : Alessandro d'Agostini |
| 17 avril 1968 · Historique des rencontres | Rapport |       |                      | Spectateurs : 55 057 Arbitrage : Alessandro d'Agostini | Spectateurs : 55 057 Arbitrage : Alessandro d'Agostini |

| Match amical                                  | Suisse     | 1 - 0   | Autriche | Wankdorf, Berne                                  |                                                  |
| 22 septembre 1968 · Historique des rencontres | Quentin 6e | (1 - 0) |          | Spectateurs : 23 000 Arbitrage : Janus Aalbrecht | Spectateurs : 23 000 Arbitrage : Janus Aalbrecht |
| 22 septembre 1968 · Historique des rencontres | Rapport    |         |          | Spectateurs : 23 000 Arbitrage : Janus Aalbrecht | Spectateurs : 23 000 Arbitrage : Janus Aalbrecht |

| Éliminatoires CM 1970                       | Suisse      | 1 - 0   | Grèce | Stade Saint-Jacques, Bâle                           |                                                     |
| 12 octobre 1968 · Historique des rencontres | Quentin 21e | (1 - 0) |       | Spectateurs : 38 000 Arbitrage : Adrianus Boogaerts | Spectateurs : 38 000 Arbitrage : Adrianus Boogaerts |
| 12 octobre 1968 · Historique des rencontres | Rapport     |         |       | Spectateurs : 38 000 Arbitrage : Adrianus Boogaerts | Spectateurs : 38 000 Arbitrage : Adrianus Boogaerts |

| Éliminatoires CM 1970                        | Roumanie                    | 2 - 0   | Suisse | Stade du 23 Août, Bucarest                   |                                              |
| 23 novembre 1968 · Historique des rencontres | Dumitrache 58e · Domide 74e | (0 - 0) |        | Spectateurs : 30 000 Arbitrage : Nejat Sener | Spectateurs : 30 000 Arbitrage : Nejat Sener |
| 23 novembre 1968 · Historique des rencontres | Rapport                     |         |        | Spectateurs : 30 000 Arbitrage : Nejat Sener | Spectateurs : 30 000 Arbitrage : Nejat Sener |